# 蓖麻毒蛋白

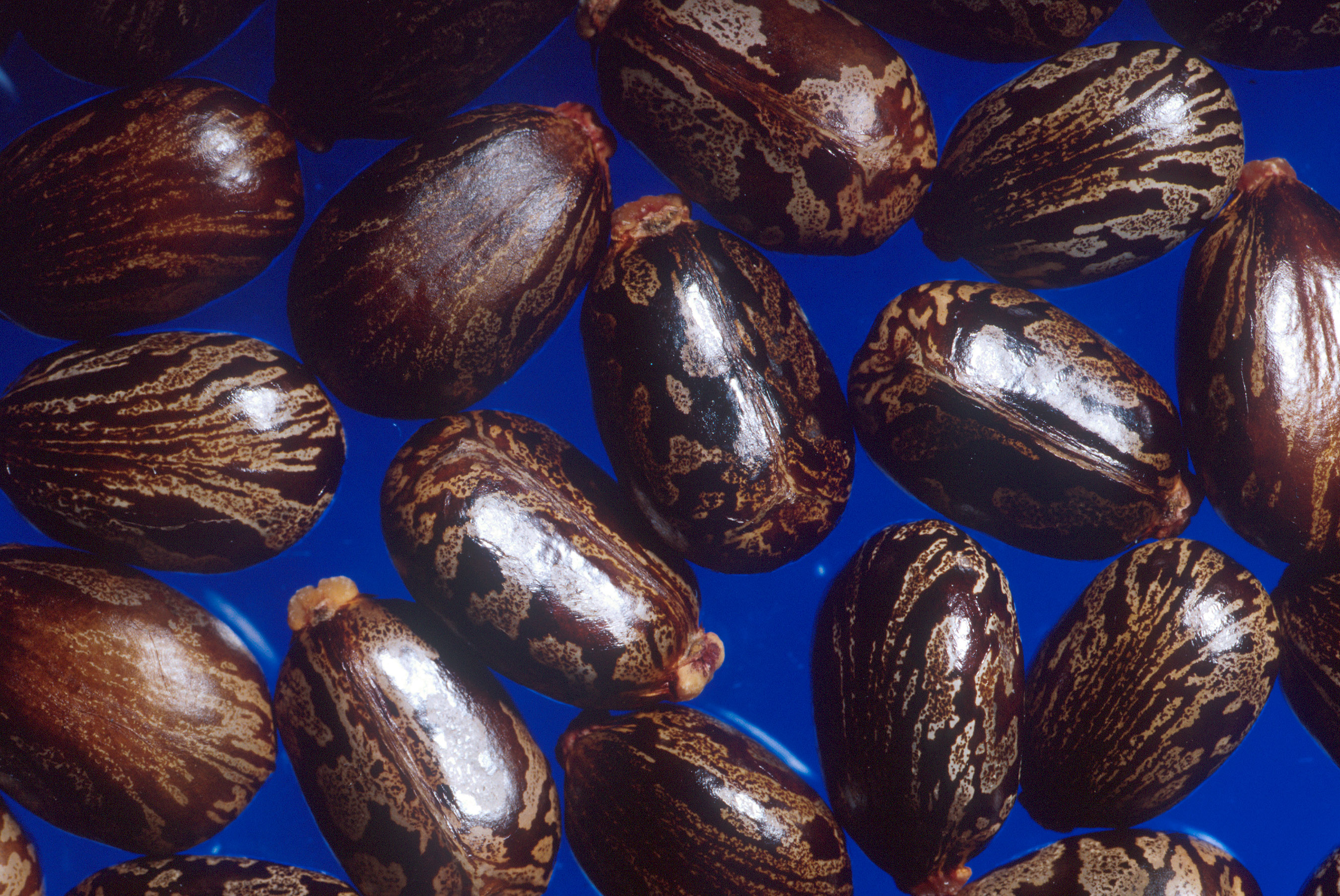
蓖麻

蓖麻毒蛋白（英語：Ricin）是從蓖麻籽中所萃取出來的一種毒性蛋白質，幾乎對所有的真核細胞都具有殺傷作用。蓖麻毒蛋白的純品是一種白色粉末或結晶體，無味，可溶於稀酸或鹽類，不溶於苯、甲苯、乙醇、乙醚、三氯甲烷等有機溶劑，乾熱時具有良好的穩定性。蓖麻毒蛋白存在多種類型,如結晶型、B-型、D型、E型、T3型、G型等，不同類型的蓖麻毒蛋白毒性不盡相同，其中以D型的毒性最大。
此種毒素對人類的平均致死量為0.2毫克，但也有一些文獻記載的劑量較高。蓖麻毒蛋白具有糖苷酶活性，作用于真核细胞的核糖体RNA，使其降解，从而阻止蛋白质合成，导致细胞的死亡，進而對生物體造成傷害。研究顯示，8顆蓖麻種子的毒素可對一名成人產生毒性。不過在已知紀錄中，因攝取植物種子而死亡的案例並不多見。自然界中還存在某些類似蓖麻毒的毒素，例如雞母珠中的雞母珠毒素（Abrin）。

## 分子式与分子量
蓖麻毒素分子式为：C₂₇₇₇H₄₃₃₇O₉₀₁N₇₃₅S₁₇（注：未发生糖基化修饰的分子式为C₂₆₁₅H₄₀₆₁O₇₈₇N₇₂₉S₁₇）
分子量为：62,973.12 Da

## 中毒症狀與治療方式
蓖麻毒蛋白在吞嚥、注射以及吸入等情形下具有毒性。中毒症狀則依接觸量與接觸方式而有所不同。吸入蓖麻毒者可能在8小時後才會產生中毒症狀，首先出現呼吸窘迫、發燒、咳嗽、噁心與胸悶，之後大量出汗並造成肺水腫，最後可能在低血壓及呼吸衰竭中身亡。吞嚥者則可能在6小時內出現症狀，其中包括帶血嘔吐與腹瀉，並使中毒者脫水，幾天後可能因為器官衰竭而死亡。由於中毒後需要一段時間才會顯現出症狀，而且許多症狀類似其他疾病，因此當中毒者得知自己中毒時常為時已晚。若是中毒者在3到5天之後仍未死亡，則通常會康復。

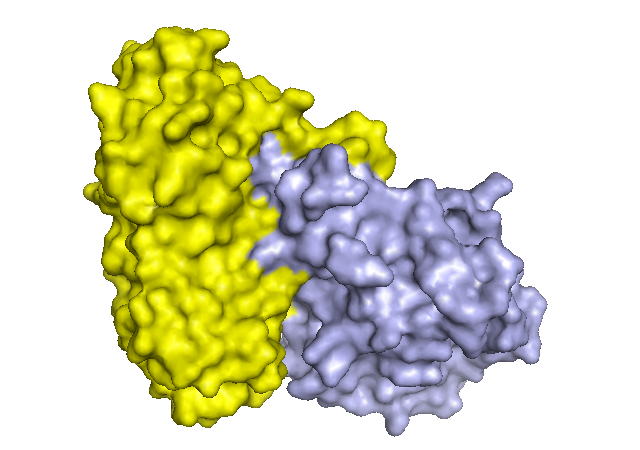
篦麻毒的表面結構圖，藍色是A鏈，黃色是B鏈。

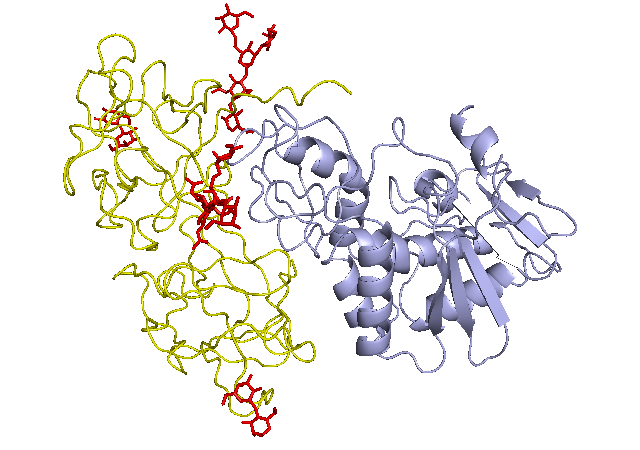
蓖麻毒的卡通圖，紅色部分是糖分子支鏈。

目前並無任何蓖麻毒專用的解毒劑，不過已經有疫苗發展出來。此外也可使用對症療法及支持療法進行救治。根據中毒方式，有不同的治療方法，例如幫助呼吸、透過注射方式將液體注入靜脈，以及針對中毒產生的癲癇與低血壓進行治療，或是利用活性碳洗胃。如果是眼睛接觸，則以清水沖洗。

## 毒素構造與作用機制
蓖麻毒蛋白是一種異源二聚體糖蛋白。包含兩條具有不同胺基酸序列的蛋白質鏈，分別重約30kDA，兩蛋白質鏈之間以雙硫鍵相連。除此之外，還有兩種不同長度的糖分子支鏈結合於其上。兩條蛋白質鏈如下：
- A鏈（A chain；EC 3.2.2.22）含有267個氨基酸[8]，是一個N-糖苷水解酶，此鏈會切斷rRNA上的一個共價鍵[10]，使一個腺嘌呤遭移除[8]。由於rRNA是組成核糖體的主要物質，而核糖體又是合成蛋白質所需，因此當rRNA遭破壞時，會使蛋白質的合成受到抑制。
- B鏈（B chain；EC 3.2.2.22）是一個凝集素，其第262個殘基和A鏈之間以雙硫鍵結合[8]。此鏈可與細胞表面上的D-半乳糖殘基或甘露糖殘基結合[11]，介導A鏈通過細胞膜，進入細胞以發生作用。有許多植物，如大麥，含有A鏈卻沒有B鏈，因此人們不會因為攝取大量大麥而中毒。

## 分離純化
蓖麻毒蛋白的分离纯化工艺主要可以分为两步完成，一是蓖麻毒蛋白的粗提取，二是蓖麻毒蛋白的提纯。根据蓖麻毒蛋白可溶于稀酸或者盐溶液的性质，一般采用稀酸或者盐溶液来提取蓖麻毒蛋白。Nicosion等采用PBS缓冲体系进行抽提并用硫酸铵进行盐析，此方法被广泛采用。蓖麻毒蛋白的纯化工艺主要利用蓖麻毒蛋白对D-半乳糖的特异性结合性质，采用Sepharose琼脂糖凝胶进行亲和层析，并使用D-半乳糖溶液进行洗脱制得蓖麻毒蛋白的纯品。
蓖麻籽中含有35~57%的蓖麻油，會对蓖麻毒蛋白的分离纯化过程带来很大的影响，因此生產中需要进行除油。一般方法是将蓖麻籽进行压榨，然后用乙醚等有机溶剂进行萃取除油。

## 用途

### 生物與化學武器
美國曾在第一次世界大戰期間研究蓖麻粗毒的潛在軍事用途，當時的構想包括以爆炸法分散蓖麻粗毒，或是將其包覆於彈藥外殼。研究後來並沒有充分進行；而在子彈或砲彈外殼包覆毒素的途徑，則違反了1899年的海牙公約。到了二次大戰時期，美國、英國與加拿大開始研究蓖麻毒素與集束炸彈配伍後的戰鬥效果，並證明35%的蓖麻粗毒-四氯化碳懸浮液系最佳載荷。不過經過測試之後，他們發現其經濟效益比使用光氣更差。
蓖麻毒蛋白可經呼吸道吸入導致人員中毒，但作用緩慢；在沙林、VX等已能大量生產的條件下，蓖麻毒素作為毒劑應用的可能性不大，然而對工業水平不高而原料豐富的國家而言仍可考慮用作戰劑。

刺殺喬治·馬可夫的雨傘尖端之構造。

蘇聯特務機關KGB在冷戰時期曾將蓖麻毒用來作為生物武器。1978年9月7日，保加利亞異議人士喬治·馬可夫在英國倫敦被保加利亞秘密警察以偽裝成雨傘的特種槍械擊中，在高壓氣體的驅動下，封有0.45mg蓖麻毒蛋白的铱金小球得以侵入目標體內，從而使馬可夫中毒，並於3天後身亡。他的死因是在驗屍之後才為人所知，可能的兇手是保加利亞的秘密警察，而毒素可能來自KGB的支援。在稍早，一名蘇聯異議人士亞歷山大·索忍尼辛，也曾在與KGB探員接觸之後出現類似於蓖麻毒中毒的症狀。
在1972年的生物武器公約及1997年的禁止化學武器公約中，蓖麻毒皆被收錄於附表1化學品（schedule 1）列管名單當中。

### 潛在醫療用途
蓖麻毒或其他相似毒素稱為免疫毒素（immunotoxins），由於這類蛋白質一方面可以和細胞膜上特定分子結合，一方面又能進入細胞中抑制蛋白質合成，因此具有用來辨識、侵入並殺死特定細胞（如癌細胞）的可能性。由於可以辨識特定細胞，使這一類的蛋白質不會有傳統化學治療缺乏專一性的缺陷。除了癌症之外，也有用來治療病毒或寄生蟲感染的可能性。而且這類毒素在生產上較為便宜。
蓖麻毒本身與單株抗體（可用來作為蛋白質對特定類型細胞的辨識依據）的結合相當有效，且對多種類型的淋巴瘤與白血病具有醫療上的活性。不過其使用劑量會因為一種稱為血管滲漏症候群（vascular leak syndrome）的副作用而有所限制。

### 流行文化
- 美剧《绝命毒师》（Breaking Bad）中多次出现，由主角製得，计划用于暗杀。
- 2014年电影《采访》（The Interview）中，主角原本计划使用蓖麻毒素来暗杀金正恩。

## 外部連結
- 關於蓖麻毒的資料 （页面存档备份，存于） 來自康乃爾大學
- 關於蓖麻子油的資料 （页面存档备份，存于） 來自普渡大學